# Plateau de l'Oukok

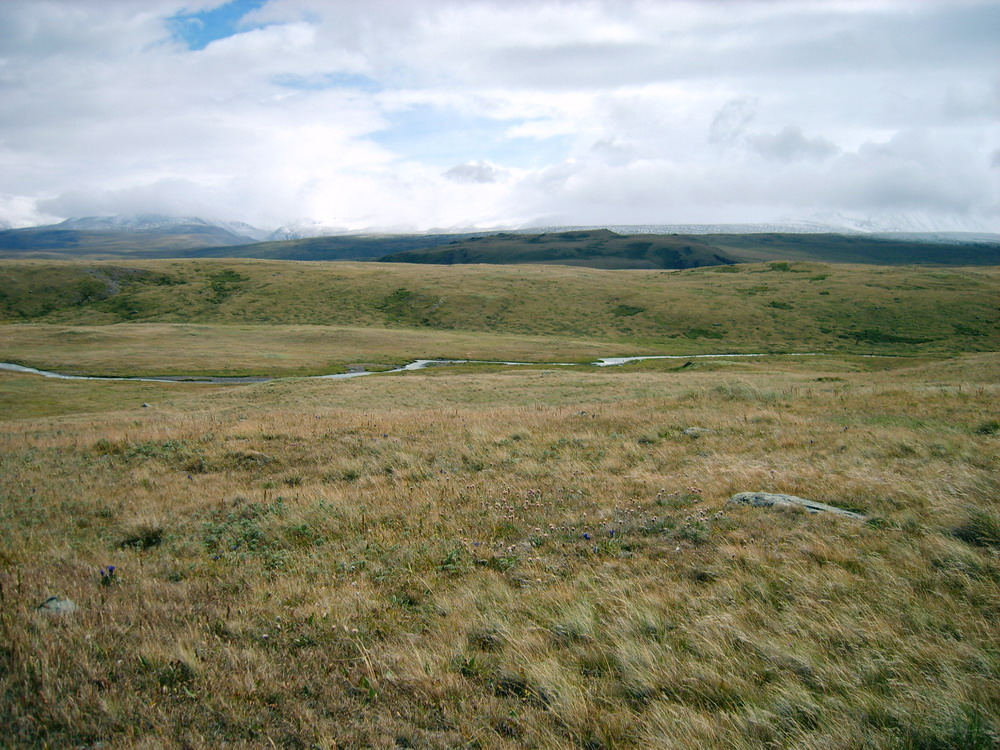
Vue du plateau de l'Oukok

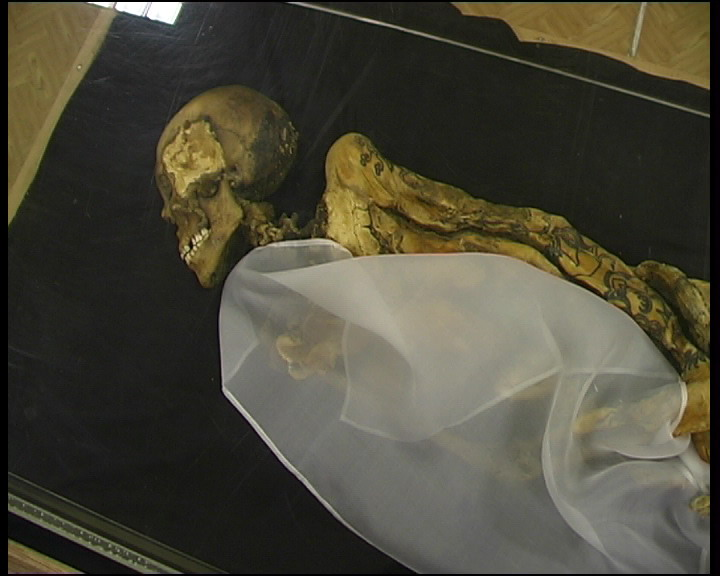
Momie de la princesse de l'Oukok

Le plateau de l'Oukok est une région isolée de plaines au cœur du sud-ouest de la Sibérie, dans l'Altaï (près de la frontière avec la Chine, le Kazakhstan et la Mongolie). Elle fait partie de régions reprises sur la liste du patrimoine mondial de l'UNESCO : les montagnes dorées de l'Altaï et le parc naturel Oukok.

## Faune et flore
Elle abrite plusieurs espèces en danger, dont l'un des prédateurs les moins étudiés, l'once, ainsi que l'argali, l'aigle des steppes et la cigogne noire. Le plateau est en danger dû à un projet d'oléoduc entre la Russie et la Chine, ainsi qu'un projet de route et la surutilisation de la steppe par les éleveurs.

## Histoire
Le peuple Pazyryk y habitait autrefois ; des archéologues, en particulier Sergueï Roudenko, ont trouvé beaucoup de traces de leur civilisation sur le plateau, dont des momies gelées dans le pergélisol ainsi que des tombes. La culture pazyryk ressemblait à celle des Scythes plus à l'ouest. La trouvaille la plus connue est celle de la « princesse de glace »,. On y a trouvé trois momies tatouées datant d'environ le IIIe siècle av. J.-C..

## Sources et bibliographie
- (ru + en) S.I. Roudenko ;  Kul'tura naseleniia Gornogo Altaia v skifskoe vremia ("The Population of the High Altai in Scythian Times"), Moscou et Léningrad, 1953. Traduction en anglais : Frozen Tombs of Siberia: The Pazyryk Burials of Iron Age Horsemen ; trad. M.W. Thompson, University of California Press, Berkeley, 1970,  (ISBN 0520013956)